# Václav Milík mladší
Václav Milík (* 22. května 1993 Čáslav) je český plochodrážník aktuálně jezdící za týmy Orzel Lódź a Piratera Motala. Je synem Václava Milíka st. – rovněž plochodrážníka.

## Životopis
Díky svým úspěchům se dokázal výrazně prosadit i na světové scéně. Což dokazuje například jeho dlouhé angažmá v týmu Sparty Wroclaw nebo pódiové umístění na pražské Speedway Grand Prix. Jedná se tak zřejmě o jednoho z nejlepší českých jezdců v historii.

### Milík na českých oválech
Osminásobný Mistr České republiky (2012, 2014, 2015, 2016, 2019, 2021, 2022, 2023), stříbro (2013, 2018, 2020)
Dvojnásobný vítěz individuálního mistrovství ČR juniorů do 19 let (2011, 2012). 
Disponuje se medailemi z mládežnických mistrovství ČR jednotlivců: zlatý (2013)  a stříbrný (2011, 2012, 2014). 
Zlatý medailista Mistrovství ČR klubových dvojic (2013, 2015, 2017, 2018) 
Vítěz turnaje Zlatá přilba v roce 2017.

### Milík ve světě
Bronzový (2017) a stříbrný (2016) medailista v seriálu Speedway European Championship. V roce 2017 dokázal jeden závod vyhrát. – Závod se konal ve švédském Hallstaviku
Čtyřnásobný finalista juniorského mistrovství světa jednotlivců ( 2010 – 15. místo, 2011 – 19. místo, 2012 – 11. místo, 2013 – 6. místo). 
Trojnásobný finalista juniorského plochodrážního mistrovství světa družstev ( Gorzów Wielkopolski 2009 – 4. místo, Bałakowo 2011 – 4. místo, Pardubice 2013 – bronzová medaile). 
Finalista Mistrovství Evropy juniorů jednotlivců ( Opole 2012 – 8. místo). 
Bronzový medailista z mistrovství Evropy družstev ( Divišov 2010 ). 
Dvojnásobný finalista ME ve dvojicích ( Piła 2011 – 6. místo, Rivne 2012 – 5. místo).

### Milík v Polských ligách
V polské lize reprezentoval tyto kluby: Wanda Kraków (2012) a ROW Rybnik (2013)
Od roku 2015 jezdil za klub WTS Sparta Wrocław. Se Spartou skončil 3x stříbrný (2015, 2017, 2019) a jednou bronzový (2018) v nejlepší lize na světě.
V roce 2020 podepsal do klubu ROW Rybnik, který postoupil z první ligy do PGE Ekstaligy. 
V roce 2021 byl zapůjčen z Falubaz Zielona Góra do Wilki Krosno. 
V týmu Wilki Krosno vybojoval postup do PGE Ekstaligy v roce 2022 a v roce 2023 hájil jeho barvy i v nejlepší lize na světě. 
V roce 2024 nadále patřil klubu Wilki Krosno, ale už v 1. lize, kde dělal kapitána týmu.

## Starty vSpeedway Grand Prix

### Pódiové umístění v SGP
| Den        | Rok  | název            | Město | Dráha           | Místo | Body | Bodování        | Vítěz       |
| ---------- | ---- | ---------------- | ----- | --------------- | ----- | ---- | --------------- | ----------- |
| 10. června | 2017 | Česká Grand Prix | Praha | Stadion Markéta | 3.    | 13   | (1,3,3,2,1,2,1) | Jason Doyle |

### Body v jednotlivých závodech Grand Prix
| Sezóna 2012                  |                        |                        |                                |                                |                                 |                                 |                                 |                                 |                          |                          |                          |          |          |          |          |          |          |          |          |          |          |          |      |      |      |      |      |      |      |      |      |      |      |      |
| GP Nowej Zelandii – Auckland | GP Europy – Leszno     | GP Czech – Praga       | GP Szwecji – Göteborg          | GP Danii – Kopenhaga           | GP Polski – Gorzów Wielkopolski | GP Chorwacji – Gorican          | GP Włoch – Terenzano            | GP Wielkiej Brytanii – Cardiff  | GP Skandynawii – Målilla | GP Nordyckie – Vojens    | GP Polski – Toruń        | Umístění | Umístění | Umístění | Umístění | Umístění | Umístění | Umístění | Umístění | Umístění | Umístění | Body     | Body | Body | Body | Body | Body | Body | Body | Body | Body |      |      |      |
| –                            | –                      | 0                      | –                              | –                              | –                               | –                               | –                               | –                               | –                        | –                        | –                        | 30       | 30       | 30       | 30       | 30       | 30       | 30       | 30       | 30       | 30       | 0        | 0    | 0    | 0    | 0    | 0    | 0    | 0    | 0    | 0    |      |      |      |
| Sezóna 2014                  |                        |                        |                                |                                |                                 |                                 |                                 |                                 |                          |                          |                          |          |          |          |          |          |          |          |          |          |          |          |      |      |      |      |      |      |      |      |      |      |      |      |
| GP Nowej Zelandii – Auckland | GP Europy – Bydgoszcz  | GP Finlandii – Tampere | GP Czech – Praga               | GP Szwecji – Målilla           | GP Danii – Kopenhaga            | GP Wielkiej Brytanii – Cardiff  | GP Łotwy – Dyneburg             | GP Polski – Gorzów Wielkopolski | GP Nordyckie – Vojens    | GP Skandynawii – Solna   | GP Polski – Toruń        | Umístění | Umístění | Umístění | Umístění | Umístění | Umístění | Umístění | Umístění | Umístění | Umístění | Body     | Body | Body | Body | Body | Body | Body | Body | Body | Body |      |      |      |
| –                            | –                      | –                      | 2                              | –                              | –                               | –                               | –                               | –                               | –                        | –                        | –                        | 30       | 30       | 30       | 30       | 30       | 30       | 30       | 30       | 30       | 30       | 2        | 2    | 2    | 2    | 2    | 2    | 2    | 2    | 2    | 2    |      |      |      |
| Sezóna 2015                  |                        |                        |                                |                                |                                 |                                 |                                 |                                 |                          |                          |                          |          |          |          |          |          |          |          |          |          |          |          |      |      |      |      |      |      |      |      |      |      |      |      |
| GP Polski – Warszawa         | GP Finlandii – Tampere | GP Czech – Praga       | GP Wielkiej Brytanii – Cardiff | GP Łotwy – Dyneburg            | GP Szwecji – Målilla            | GP Danii – Horsens              | GP Polski – Gorzów Wielkopolski | GP Słowenii – Krško             | GP Sztokholmu – Solna    | GP Polski – Toruń        | GP Australii – Melbourne | Umístění | Umístění | Umístění | Umístění | Umístění | Umístění | Umístění | Umístění | Umístění | Umístění | Body     | Body | Body | Body | Body | Body | Body | Body | Body | Body |      |      |      |
| –                            | –                      | 2                      | –                              | –                              | –                               | –                               | –                               | –                               | –                        | –                        | –                        | 26       | 26       | 26       | 26       | 26       | 26       | 26       | 26       | 26       | 26       | 2        | 2    | 2    | 2    | 2    | 2    | 2    | 2    | 2    | 2    |      |      |      |
| Sezóna 2016                  |                        |                        |                                |                                |                                 |                                 |                                 |                                 |                          |                          |                          |          |          |          |          |          |          |          |          |          |          |          |      |      |      |      |      |      |      |      |      |      |      |      |
| GP Słowenii – Krško          | GP Polski – Warszawa   | GP Danii – Horsens     | GP Czech – Praga               | GP Wielkiej Brytanii – Cardiff | GP Szwecji – Målilla            | GP Polski – Gorzów Wielkopolski | GP Niemiec – Teterow            | GP Sztokholmu – Solna           | GP Polski – Toruń        | GP Australii – Melbourne | Umístění                 | Umístění | Umístění | Umístění | Umístění | Umístění | Umístění | Umístění | Umístění | Umístění | Umístění | Body     | Body | Body | Body | Body | Body | Body | Body | Body | Body | Body |      |      |
| –                            | –                      | –                      | 3                              | –                              | –                               | –                               | –                               | –                               | –                        | –                        | 25                       | 25       | 25       | 25       | 25       | 25       | 25       | 25       | 25       | 25       | 25       | 3        | 3    | 3    | 3    | 3    | 3    | 3    | 3    | 3    | 3    | 3    |      |      |
| Sezóna 2017                  |                        |                        |                                |                                |                                 |                                 |                                 |                                 |                          |                          |                          |          |          |          |          |          |          |          |          |          |          |          |      |      |      |      |      |      |      |      |      |      |      |      |
| GP Słowenii – Krško          | GP Polski – Warszawa   | GP Łotwy – Dyneburg    | GP Czech – Praga               | GP Danii – Horsens             | GP Wielkiej Brytanii – Cardiff  | GP Szwecji – Målilla            | GP Polski – Gorzów Wielkopolski | GP Niemiec – Teterow            | GP Sztokholmu – Solna    | GP Polski – Toruń        | GP Australii – Melbourne | Umístění | Umístění | Umístění | Umístění | Umístění | Umístění | Umístění | Umístění | Umístění | Umístění | Body     | Body | Body | Body | Body | Body | Body | Body | Body | Body |      |      |      |
| –                            | –                      | –                      | 13                             | –                              | –                               | –                               | 7                               | –                               | –                        | 11                       | –                        | 16       | 16       | 16       | 16       | 16       | 16       | 16       | 16       | 16       | 16       | 31       | 31   | 31   | 31   | 31   | 31   | 31   | 31   | 31   | 31   |      |      |      |
| Sezóna 2018                  |                        |                        |                                |                                |                                 |                                 |                                 |                                 |                          |                          |                          |          |          |          |          |          |          |          |          |          |          |          |      |      |      |      |      |      |      |      |      |      |      |      |
| GP Polski – Warszawa         | GP Czech – Praga       | GP Danii – Horsens     | GP Szwecji – Hallstavik        | GP Wielkiej Brytanii – Cardiff | GP Skandynawii – Målilla        | GP Polski – Gorzów Wielkopolski | GP Słowenii – Krško             | GP Niemiec – Teterow            | GP Polski – Toruń        | Umístění                 | Umístění                 | Umístění | Umístění | Umístění | Umístění | Umístění | Umístění | Umístění | Umístění | Umístění | Umístění | Body     | Body | Body | Body | Body | Body | Body | Body | Body | Body | Body | Body |      |
| –                            | 6                      | –                      | –                              | –                              | –                               | –                               | –                               | –                               | 5                        | 17                       | 17                       | 17       | 17       | 17       | 17       | 17       | 17       | 17       | 17       | 17       | 17       | 11       | 11   | 11   | 11   | 11   | 11   | 11   | 11   | 11   | 11   | 11   | 11   |      |
| Sezóna 2019                  |                        |                        |                                |                                |                                 |                                 |                                 |                                 |                          |                          |                          |          |          |          |          |          |          |          |          |          |          |          |      |      |      |      |      |      |      |      |      |      |      |      |
| GP Polski – Warszawa         | GP Słowenii – Krško    | GP Czech – Praga       | GP Szwecji – Hallstavik        | GP Polski – Wrocław            | GP Skandynawii – Målilla        | GP Niemiec – Teterow            | GP Danii – Vojens               | GP Wielkiej Brytanii – Cardiff  | GP Polski – Toruń        | Umístění                 | Umístění                 | Umístění | Umístění | Umístění | Umístění | Umístění | Umístění | Umístění | Umístění | Umístění | Umístění | Body     | Body | Body | Body | Body | Body | Body | Body | Body | Body | Body | Body |      |
| –                            | –                      | 4                      | –                              | –                              | –                               | –                               | –                               | –                               | –                        | 22                       | 22                       | 22       | 22       | 22       | 22       | 22       | 22       | 22       | 22       | 22       | 22       | 4        | 4    | 4    | 4    | 4    | 4    | 4    | 4    | 4    | 4    | 4    | 4    |      |
| Sezóna 2020                  |                        |                        |                                |                                |                                 |                                 |                                 |                                 |                          |                          |                          |          |          |          |          |          |          |          |          |          |          |          |      |      |      |      |      |      |      |      |      |      |      |      |
| GP Polski – Wroclaw          | GP Polski – Wroclaw    | GP Polski – Gorzow     | GP Polski – Gorzow             | GP Czech - Praha               | GP Czech - Praha                | GP Polski – Torun               | GP Polski – Torun               | Umístění                        | Umístění                 | Umístění                 | Umístění                 | Umístění | Umístění | Umístění | Umístění | Umístění | Umístění | Umístění | Umístění | Body     | Body     | Body     | Body | Body | Body | Body | Body | Body | Body | Body | Body |      |      |      |
| –                            | –                      | –                      | –                              | 0                              | 1                               | –                               | –                               | 19                              | 19                       | 19                       | 19                       | 19       | 19       | 19       | 19       | 19       | 19       | 19       | 19       | 1        | 1        | 1        | 1    | 1    | 1    | 1    | 1    | 1    | 1    | 1    | 1    |      |      |      |
| Sezóna 2023                  |                        |                        |                                |                                |                                 |                                 |                                 |                                 |                          |                          |                          |          |          |          |          |          |          |          |          |          |          |          |      |      |      |      |      |      |      |      |      |      |      |      |
| GP Croatia – Gorican         | GP Polski – Warsaw     | GP Czech – Praga       | GP Germany – Teterow           | GP Polski – Gorzow             | GP Skandynawii – Målilla        | GP Latvia – Riga                | GP Great Britain – Cardiff      | GP Denmark – Vojens             | GP Polski – Toruń        | Umístění                 | Umístění                 | Umístění | Umístění | Umístění | Umístění | Umístění | Umístění | Umístění | Umístění | Umístění | Umístění | Body     | Body | Body | Body | Body | Body | Body | Body | Body | Body | Body | Body |      |
| –                            | –                      | 1                      | –                              | –                              | –                               | –                               | –                               | –                               | –                        | 27                       | 27                       | 27       | 27       | 27       | 27       | 27       | 27       | 27       | 27       | 27       | 27       | 1        | 1    | 1    | 1    | 1    | 1    | 1    | 1    | 1    | 1    | 1    | 1    |      |
| Sezóna 2024                  |                        |                        |                                |                                |                                 |                                 |                                 |                                 |                          |                          |                          |          |          |          |          |          |          |          |          |          |          |          |      |      |      |      |      |      |      |      |      |      |      |      |
| GP Croatia – Gorican         | GP Polski – Warsaw     | GP Germany – Landshut  | GP Czech – Praha               | GP Sweden – Målilla            | GP Polski – Gorzow              | GP Great Britain - Cardiff      | GP Poland – Wroclaw             | GP Latvia – Riga                | GP Denmark – Vojens      | GP Polski – Toruń        | Umístění                 | Umístění | Umístění | Umístění | Umístění | Umístění | Umístění | Umístění | Umístění | Umístění | Umístění | Umístění | Body | Body | Body | Body | Body | Body | Body | Body | Body | Body | Body | Body |
| –                            | –                      | –                      | 4                              | –                              | –                               | –                               | –                               | –                               | –                        | –                        | 20                       | 20       | 20       | 20       | 20       | 20       | 20       | 20       | 20       | 20       | 20       | 20       | 4    | 4    | 4    | 4    | 4    | 4    | 4    | 4    | 4    | 4    | 4    | 4    |

| Statistika        | Statistika |
| ----------------- | ---------- |
| Starty v SGP      | 14         |
| Vítězství v GP    | 0          |
| Umístění na pódiu | 1          |
| Finalista         | 1          |
| Body              | 59         |